# Leonard Engvall
Leonard Engvall, född 31 mars 1651 på Norräng i Ekeby socken, död 23 februari 1705 i Högby socken, var en svensk präst i Högby församling.

## Biografi
Leonard Engvall föddes 31 mars 1651 på Norräng i Ekeby socken. Han var son till bonden Jöns. Engvall blev 1671 student vid Uppsala universitet och prästvigdes 24 juni 1689. Han blev 1690 kyrkoherde i Högby församling. Engvall avled 23 februari 1705 i Högby socken.
Engvall gifte sig 15 januari 1690 med Elisabet Wibjörnson (1664–1748). Hon var dotter till kyrkoherden Vibernus Haquini Pictorius och Christina Celsing i Högby socken. De fick tillsammans barnen Johan (född 1691), Christina (1692–1742), Margareta (1696–1731) och Lennart (1698–1707).